# Coupe géologique

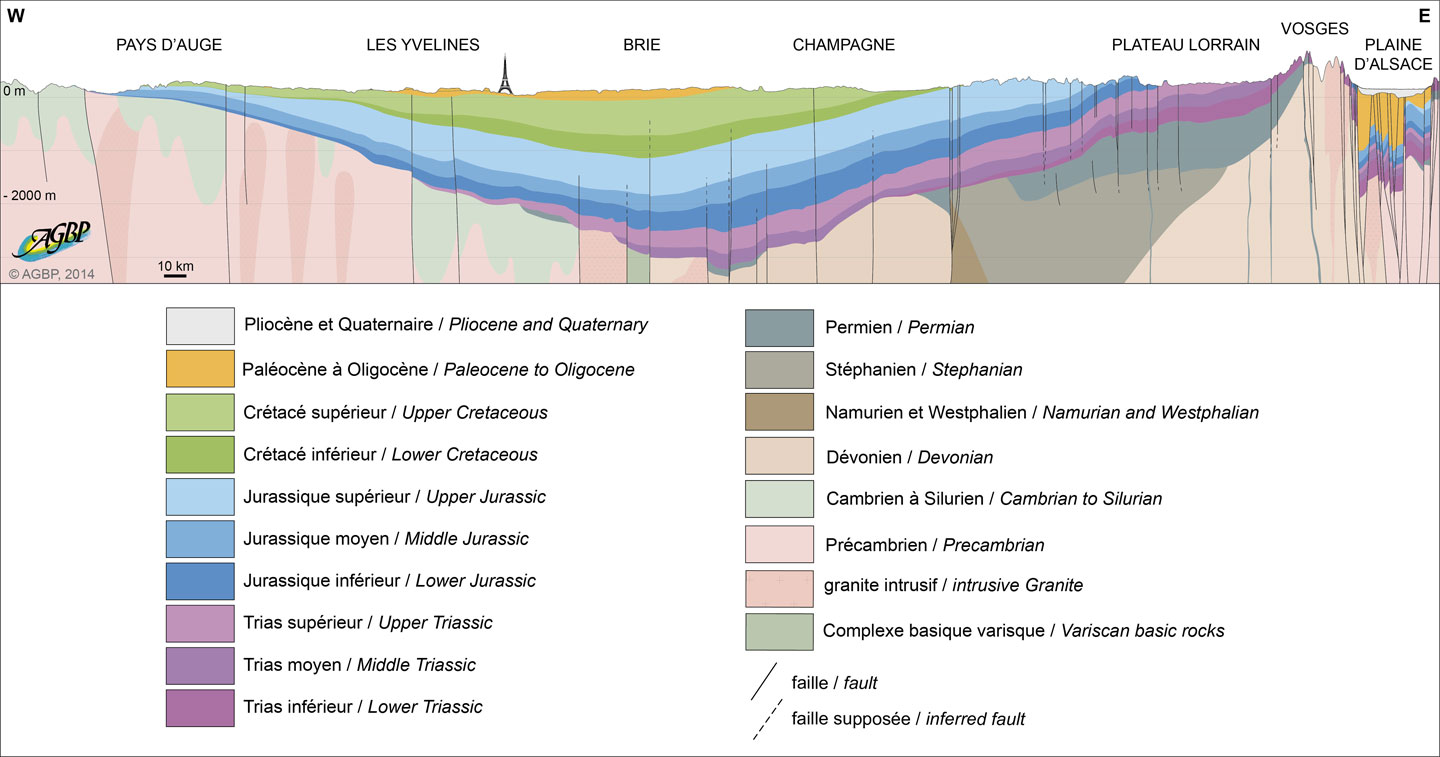
Coupe géologique du Bassin parisien. Pour en faciliter la lecture, l'échelle verticale est exagérée (ce qui conduit à une inclinaison de toutes les couches beaucoup plus grande sur la coupe que dans la réalité) et l'échelle horizontale est diminuée par rapport à celle de la carte.

Une coupe géologique est la représentation de la géométrie des terrains et des structures géologiques le long d'un trait de coupe. Elle est élaborée à partir des informations recueillies au sein de la carte géologique dans laquelle elle s'insère, ainsi que, lorsqu'elles sont disponibles, des données de terrain, comme des logs de forage ou des profils sismiques.